# The Revolving Table
The Revolving Table è un cortometraggio muto del 1903 diretto da Percy Stow.

## Trama
Al ristorante, due che non si conoscono si siedono ai lati opposti di un tavolo girevole. Uno dei due ordina il pranzo e si mette a leggere il giornale. L'altro, quando arriva il pranzo ordinato, gira la tavola e si mette a mangiare le varie portate. Il primo cliente, dopo qualche tempo, credendo di non essere stato servito, comincia a protestare violentemente con i camerieri e con il proprietario del locale con gran divertimento del profittatore.

## Produzione
Il film fu prodotto dalla Hepworth.

## Distribuzione
Distribuito dalla Hepworth, il film - un cortometraggio della lunghezza di trenta metri - uscì nelle sale cinematografiche britanniche nel luglio 1903.
Si pensa che sia andato distrutto nel 1924 insieme a gran parte degli altri film della Hepworth. Il produttore, in gravissime difficoltà finanziarie, pensò in questo modo di poter almeno recuperare l'argento dal nitrato delle pellicole.